# غراند بلو
غراند بلو (ぐらんぶる Guranburu) هي سلسلة مانغا يابانيّة من تأليف كينجي اينوي ورسم كيميتاكي يوشيوكا. تسلسلت المانغا في مجلة مانغا السينن غود! أفترنون المنشورة عبر كودانشا منذ أبريل 2014 وجُمِع منها حتى الآن 14 مجلد تانكوبون. بُثَّت كذلك سلسلة أنمي متلفزة من إنتاج زيرو-جي حيث امتدت فترة العرض من 14 يوليو حتى 29 سبتمبر 2018 في فترة البرامج التلفزيونية أنميزم على تلفزيون إم بي إس، ومن المقرر إصدار نسخة فيلم حي في 29 مايو 2020.

## الحبكة
يتطلع إيوري كيتاهارا لحياته الجديدة في شبه جزيرة إزو مع استعداده لبدء حياته الجامعية هناك، بسكنه فوق متجر عمه/خاله للغوص، «غراند بلو»، لكن ظنه يخيب عند لقائه لأعضاء نادي الغوص الذين يقومون بالشرب والسكر والتعري أكثر من الغوص نفسه. بالرغم من محاولاته العديدة لإبعاد نفسه عن المجموعة، إلا أنه سرعان ما يتورط في ألاعيبهم، بينما تحاول قريبتاه أن ترياه متعة الغوص في أعماق البحار.

## الشخصيات
إيوري كيتاهارا (北原 伊織 Kitahara Iori)
أداء صوتي: يوما أوتشيدا
تمثيل حي: ريو ريوسيه
إيوري هو طالب هندسة ميكانيكية لأول سنة في جامعة إيزو مع كونه عضواً في نادي الغوص، إلا أنه لم يتعلم كيف يسبح. بالرغم من رغبته الأولية في أن يعيش حياة طبيعية، لكنه سرعان ما جُرف نحو أنشطة نادي الغوص «بيك-ا-بو» والتي غالباً ما تنتهي به ثملاً وعارياً. خلافاً لتصرفاته، فهو ماهر في لعبة التنس، وكرة الطائرة، والرياضات الأخرى التي تتطلب التصويب الدقيق. إيوري مهتم بعلاقاته مع عائلته وأصدقائه بالرغم من تصرفاته التحفظية والمنحرفة، ورغم كونه غير قريب بالدم مع تشيسا وناناكا فهو ينظر لهما كفردين من عائلته. كان إيوري يستمتع بتأليف الأغاني ويحلم بتكوين فرقة موسيقية.
تشيسا كوتيغاوا (古手川 千紗 Kotegawa Chisa)
أداء صوتي: تشيكا أنزاي
تمثيل حي: يوكي يودا
قريبة إيوري وزميلته في جامعة إيزو. تشيسا فتاة ذكية وجذابة وتعشق الغوص، وتعتبر الفتاة العاقلة بين أعضاء نادي الغوص ونادراً ما تشاركهم في حفلاتهم. تتظاهر أحياناً بأنها في علاقة غرامية مع إيوري حتى يتركها الفتيان البقية وشأنها. عادة ما تتصرف تشيسا ببرود وتتغاضى عن سلوكيات إيوري المنحرفة لكنها مهتمة بشأنه ولاتود الإفصاح عن مشاعرها. تستمع تشيسا لأصوات البحار بدل الموسيقى وعادة ما تقرأ الكتب أثناء احتفال بقية أعضاء النادي.
كوهيه إيمامورا (今村 耕平 Imamura Kōhei)
أداء صوتي: ريوهيه كيمورا
تمثيل حي: أتسوهيرو إينوكاي
أقرب أصدقاء إيوري بالإضافة لخصومتهما الودية. كوهيه أوتاكو كبير وعادة ما يقوم بارتداء قمصان تحمل صوراً لفتاة الأنمي المفضلة لديه. انضم كوهيه للجامعة لمطاردة حلمه شبه المستحيل في تكوين حريمه الخاص من فتيات الثانوية، لكنه مصيره انتهى بإدخاله في نادي الغوص وعادة ما يستغل كبار النادي حبه الكبير لممثلات الصوت المشهورات. لاحقاً، صار كوهيه مهووساً بأخت إيوري الصغرى، وهو معجب بكايا ميزوكي. عن أول نظرة، قد تبدو علاقته مع إيوري عنيفة وكثيرة الخلافات بحكم تشاجرهما في كل شيء، إلا أنه متهم بسلامة صديقه وجدير بالثقة عند الحاجة.
ناناكا كوتيغاوا (古手川 奈々華 Kotegawa Nanaka)
أداء صوتي: مآيا أوتشيدا
ناناكا هي مدربة غوص في غراند بلو والتي تقوم بالعادة بمراقبة طرف نادي الغوص. ناناكا مغرمة سراً بأختها الصغرى تشيسا، ومع ذلك فقد أخبرت إيوري بأنها ستقوم بمساعدته وتشيسا لو كانت بينهما علاقة غرامية. ناناكا أقل الأشخاص تدخلاً في حفلات شرب النادي، مع اعتراف الأعضاء بأنهم أكثر تحفظاً في تعريهم عند تواجدها معهم.
شينجي توكيتا (時田 信治 Tokita Shinji)
أداء صوتي: هيروكي ياسوموتو
طالب كبير في إيزو وعضو في نادي الغوص، شينجي عادة ما يقوم بإجبار أعضاء النادي على الشرب والتعري. شينجي هادئ الأعصاب ويحب الحفلات، ومع ذلك فهو يحب الغوص مثل بقية أعضاء النادي. الشيء المفاجئ لإيوري بشأنه أن شينجي لديه عشيقة.
ريوجيرو كوتوبوكي (寿 竜次郎 Kotobuki Ryūjirō)
أداء صوتي: كاتسويوكي كونيشي
زميل شينجي في إيزو ونادي الغوص ومثيله في تصرفاته، ريوجيرو يعمل كساقي حانة في دوامه الجزئي ولديه كاريزما بين أعضاء النادي.
أزوسا هاماوكا (浜岡 梓 Hamaoka Azusa)
أداء صوتي: توا يوكيناري
طالبة في نفس سنة شينجي وريوجيرو في كلية أومي للبنات وعضوة في نادي الغوص وتحب المشاركة في حفلات النادي بالرغم من كونها إحدى الأقلية النسائية في النادي. أزوسا تعترف بكونها مزدوجة التوجه الجنسي، بانجذابها لتوكيتا وناناكا، وتظن خطأً أن إيوري منجذب جنسياً لكوهيه. أزوسا منحل جداً في مظهرها وقد تتعرى بدون تردد. بالرغم من مظهرها كامرأة عديمة الأخلاق، إلا أنها تقدر صداقاتها، خصوصاً مع توكيتا، وكوتوبوكي، وناناكا.
آينا يوشيوارا (吉原 愛菜 Yoshiwara Aina)
أداء صوتي: كانا أسومي
طالب جديدة في كلية أومي للبنات وعضوة سابقة في نادي التنس «تينكربيل». حصلت أينا على لقب «كيكي» بسبب كمية مستحضرات التجميل الهائلة التي تستعملها محاولة زيادة شعبيتها بين الفتيان. انضمت أينا لنادي «بيك-ا-بو» بعد مساعدة إيوري وكوهيه لها. بدون المكياج، أينا أكثر تعقلاً وغالباً ما تقوم بدور التسوكُّومي (الشخص العاقل في الكوميديا اليابانية) تجاه الألاعيب الجنونية حولها. ترعرعت أينا في بيئة الأرياف وتستطيع قيادة سيارة بتحكم يدوي. بالرغم من رغبتها الأولية في مواعدة كوهيه، إلا أنها تكن الآن مشاعر رومانسية تجاه إيوري. تتقمص أينا الشجاعة عند وضعها للمكياج، وهي أكثر استعداداً للتعري في تلك الحال. أينا هي الوحيدة التي لاتجيد الطبخ بين البقية وأكثرهم بلاهة، مع كونها فتاة رومانسية وغالباً ما تشعر بأنها الوحيدة بهذا التفكير.

## وسائل الإعلام

### المانغا
اعتبارا من 22 نوفمبر 2019، نُشر 14 مجلد تانكوبون من المانغا من قبل كودانشا.

#### قائمة المجلدات
| - 1. الأزرق العميق (ディープブルー Dīpu Burū) - 2. حفلة الترحيب (新歓コンパ Shinkan Konpa) - 3. غرفتي (マイルーム Mairūmu) - 4. تحت الماء (水の中で Mizu no Naka de) |

| - 5. عالم جديد (新世界 Shin Sekai) - 6. نساء أكبر سناً (年上の女 Toshiue no Onna) - 7. مسابقة السيدات (ミスコン Misukon) - 8. مسابقة السادة (男コン Dan kon) - قصة جانبية: حمقى، اختبارات، وغش (バカとテストとカンニング Baka to Tesuto to Kanningu) |

| - 9. الاحتفال اللاحق (後の祭り Ato no Matsuri) - 10. التخالط (合コン Gōkon) - 11. أول صديق (初バディ Hatsu Badi) - 12. مزدوجات (ダブルス Daburusu) - قصة جانبية: مسابقة شرب عادية (普通の飲み会 Futsū no Nomikai) |

| - 13. شرب بالغرفة (部屋飲み Heya Nomi) - 14. كوكتيل رجال (男のカクテル Otoko no Kakuteru) - 15. تسوق! (ショッピング！ Shoppingu!) - 16. الهبوط في أوكيناوا (沖縄上陸 Okinawa jōriku) - 17. مكان بلا كذب (ウソのない場所 Uso no Nai Basho) |

| - 18. إنه سوء فهم (誤解なんだが Gokaina Ndaga) - 19. امتحان (試練 Shiren) - 20. غوص القوارب (ボートダイビング Bōto Daibingu) - 21. أوتوري (オートリ Otōri) - قصة جانبية: اتحاد (団結 Danketsu) |

| - 22. جمعة فتيات (女子会 Joshi kai) - 23. منافسة تذاكر (チケット争奪戦 Chiketto Sōdatsu-sen) - 24. أول مرة في جامعة بنات! (はじめての女子大 Hajimete no Joshidai) - 25. جامعة البنات من جديد (再びの女子大 Futatabi no Joshidai) - قصة جانبية: رسالة (手紙 Tegami) |

| - 26. الاعتناء بالمنزل (留守番 Rusuban) - 27. الأخت الصغرى (妹 Imōto) - 28. الأخ الأكبر (兄 Ani) - قصة جانبية: ما جونغ (麻雀 Mājan) |

| - 29. لعبة الإبهار (印象ゲーム Inshō Gēmu) - 30. أنا لن أخلع ملابسي، مفهوم؟ (脱がないよ？ Nuganai yo?) - 31. مساعد البروفيسور (准教授 Jun Kyōju) - 32. اختبار صدمة الشاربي (シャルピー衝撃試験 Sharupī Shōgeki Shiken) - 33. مخيم البالغين المدرسي (大人の林間学校 Otona no Rinkan Gakkō) |

| - 34. رفاق العمل (バイト仲間 Baito Nakama) - 35. أوتويا-كُن يراقب بإحكام (乙矢君にはよく見えている。 Otoya-kun Ni Wa Yoku Miete Iru) - 36. هل تحبينه؟ (好きなの? Suki na no?) - 37. جاد (本気 Honki) |

| - 38. موعد فلم (映画デート Eiga Dēto) - 39. منزل مزاد (オークションハウス Ōkushon Hausu) - 40. مختبر أبيض (ホワイト研 Howaito-ken) - 41. هيا نذهب للجزيرة المهجورة! (無人島へ行こう！ Mujintō e yukō!) - قصة جانبية: نقاش جماعي (グループディスカッション Gurūpu disukasshon) |

| - 42. هيا نلعب في الجزيرة المهجورة! (無人島で遊ぼう！ Mujintō de Asobō!) - 43. هيا ننجُ من الجزيرة المهجورة! (無人島を生き抜こう！ Mujintō o Ikinukō) - 44. مشورة حياة (人生相談 Jinsei Sōdan) - 45. هكذا نتساوى (これでチャラ Kore de Chara) - قصة جانبية: جولة مقاهي (カフェ巡り Kafe Meguri) |

| - 46. عمل باقي (やり残し Yari nokoshi) - 47. العودة للديار (帰省 Kisei) - 48. استراتيجية استعادة الجواز (パスポート奪還作戦 Pasupōto Dakkan Sakusen) - 49. هنتاي - 49.5. إلى بالاو (パラオへ Parao e) |

| - 50. لم الشمل (再会 Saikai) - 51. بحار بالاو (パラオの海 Parao no Umi) - 52. عرض متلفز خاص (TV取材 TV Shuzai) - 53. موقع التصوير (収録現場 Shūroku Genba) - قصة جانبية: آلة كشف الكذب (ウソ発見器 Uso Hakken-ki) |

| - 54. المساعد (アシスト Ashisuto) - 55. حديث الفتيات (女子トーク Joshi Tōku) - 56. غوص المرح (ファンダイビング Fan Daibingu) - 57. أمي (お母さん Okā-san) - قصة جانبية: الجينغا السوداء (黒のジェンガ Kuro no Jenga) |

### الأنمي
تمّ الإعلان عن حصول المانغا على سلسلة متلفزة من الأنمي، حيث أُعلِن عنه في مجلة غود! أفترنون بالإصدار الرابع لعام 2018 بتاريخ 7 مارس. سلسلة الأنمي من تأليف وإخراج شينجي تاكاماتسو مع تاكاماتسو الذي يتعامل أيضًا مع اتجاهات الصوت، تمّ التحريك في استوديو زيرو-جي. هاديوكي كوساما اهتمّ بتصميم الشخصيات. والعرض الأول في  يوليو 2018. مسلسل الأنمي من كتابة وإخراج شينجي تاكاماتسو والذي قام نفسه بإخراج الصوت، أنتج استوديو زيرو-جي التحريك وقام هيديوكي كوساما بتصميم الشخصيات. امتدت فترة البث من 14 يوليو حتى 29 سبتمبر 2018، وكان البث في فترة البرامج التلفزيونية أنميزم على تلفزيون إم بي إس، وتي بي إس، وبي إس-تي بي إس، وأي تي-إكس. السلسلة متوفرة للبث حصرياً على أمازون فيديو عالمياً. شارة البداية هي «غراند بلو» للفرقة شونان نو كازي، أما شارة النهاية فهي «كونبيكي نو أل فيني» (紺碧のアル・フィーネ) والتي قامت بأدائها فرقة إيزو نو كازي (مجموعة متكونة من يوما أوتشيدا، وريوهيه كيمورا، وهيروكي ياسوموتو، وكاتسويوكي كونيشي). امتدت السلسلة لمدة 12 حلقة.

### الفيلم
أُعلن عن حصول المانغا على نسخة فيلم حي من إخراج تسوتومو هانابوسا. من المخطط أن يكون العرض الأول في 29 مايو 2020.

## وصلات خارجية
- الموقع الرسمي
 (باليابانية)
- غراند بلو على موقع ANN manga (الإنجليزية)

لم يتم العثور على روابط لمواقع التواصل الاجتماعي.